# Buy-out (Medienindustrie)
Als Buy-out (engl.: Buyout = „Ausverkauf“) bezeichnet man einen Vertrag, mit dem ein Urheber alle Rechte an seinem Werk abtritt, so dass er grundsätzlich bei künftigen Verwertungen neben dem pauschal vereinbarten Honorar keine weitere Gewinnbeteiligung mehr zu erwarten hat. Ein Total-Buyout kann sogar die Einräumung von Nutzungsrechten für derzeit noch unbekannte Nutzungsarten explizit mit einschließen.
Betroffen sind von solchen Rechtseinräumungen alle Bereiche der Medienproduktion wie Radio, Fernsehen, Film, „Neue Medien“, Werbung , Fotografie oder Verlage. Von praktischem Vorteil ist, dass Auseinandersetzungen über einzelne urheberrechtliche Freigaben entbehrlich werden. Im Industriestandard der Werbebranche definieren Buyout-Verträge die Nutzung vorab, z. B. bzgl. Ort, Anzahl, Format und Zeitraum der Ausstrahlung von Werbespots und -kampagnen. Buy-outs sind zu einem alltäglichen Begriff in der Werbeindustrie geworden, welche im Jahre 2013 allein im Vereinigten Königreich (UK) ein Investitionsvolumen von £17.8 Milliarden umfasste.
„Buy-out“ ist international der Überbegriff für die Entlohnung von Nutzungsrechten zu exklusiven Bedingungen. Jedoch haben einige Länder unterschiedliche Definitionen dieser umfassenden Rechteübertragung, die in Großbritannien „Royalty“ und in den USA „Residual“ oder „Usage Fee“ genannt wird. Obschon z. B. in der Werbebranche bei weltweiten Werbekampagnen von „World-Wide-Buy-outs“ gesprochen wird, gibt es diese nicht wirklich, da sich sowohl die Konditionen und Standards als auch die zugrunde liegenden Wertetabellen von Land zu Land unterscheiden.
Nach Angaben der Screen Actors Guild (SAG) und der American Federation of Television and Radio Artists (AFTRA), zwei seit 2012 zusammengefasste US-amerikanische Gewerkschaften für Künstler, bemessen die USA, Kanada und Mexiko als Länder der NAFTA (North American Free Trade Agreement) den „Buyout-Betrag“ entsprechend der Art und Quantität der Nutzung. Diese, als „Residuals“ bezeichneten Vergütungen orientieren sich dabei an den Media-Plänen, der Anzahl an Ausstrahlungen des Werbe-Spots sowie dem Medium, z. B. ob es sich um nationales, regionales oder Kabelfernsehen handelt. Gemäß der SAG-AFTRA entspricht das Honorar für den Rest der Welt dem 9-fachen des Grundhonorars (dem sog. „Session-Honorar“), um die entsprechenden Rechte zu erlangen. Dieses 9-fache Session-Honorar für „die Welt“ (ohne USA, Kanada und Mexiko) teilen sich auf in den Faktor 3 für das Vereinigte Königreich, 2 für Europa, 2 für Asien, Australien und Neuseeland, 1 für Japan und 1 für Afrika und Lateinamerika.  Dieser Verteilungsschlüssel ist vergleichbar mit der deutschen durchaus üblichen Regel einer 1:3:5:7 Aufteilung. Dieses Beispiel bedeutet: 1 = Grundhonorar für Deutschland, Buyout für die deutschsprachige EU (Deutschland, Österreich und Schweiz) = 3-faches Grundhonorar, 5-faches Grundhonorar für Europa und 7-faches für die „ganze“ Welt.

## Varianten
Bei einem „Buy out“ überträgt der Urheber durch einen Vertrag gleichsam alle Rechte, die er besitzt, im Gegenzug sollte er vom Verwerter in der Regel eine angemessene Vergütung erhalten. Es wird bezüglich der Vergütung jedoch differenziert zwischen echten und unechten Verträgen: Bei „echten“ Buy-out-Verträgen erhält der Urheber einen einmaligen Geldbetrag, bei unechten „Buy-out“-Verträgen wird zunächst ein geringer Erstbetrag ausgezahlt und später anfallende Wiederholungshonorare.
Beim Buy-out in der Medienindustrie müssen nicht unbedingt alle Rechte des Urhebers übertragen werden. Die Rechtsübertragung kann je nach Medium auf eine bestimmte Nutzungsart oder einen bestimmten Umfang begrenzt werden. So kann ein Buy-out auch nur die Lizenz für eine Plakatkampagne enthalten, welche wiederum nach Auflagengröße, zeitlicher Nutzung und Verbreitungsgebiet beschränkt sein kann und z. B. die Nutzung im Fernsehen nicht umfasst. Dagegen gibt es ein ‚Exklusive Buy-out‘, das exklusive Übertragungen sämtlicher Verwertungsrechte regelt.

## Rechtliche Problematiken
Problematisch am zunehmenden Gebrauch des „Buy-out“ ist, dass damit das Urheberrecht distanziert wird von der „Zweckübertragungslehre“, die in § 31 Abs. 5 UrhG normiert ist. Danach sollten nur solche Rechte des Urhebers an einen Dritten abgetreten werden, die für den Zweck des Vertrags erforderlich sind. Der Gedanke des „work made for hire“ aus dem anglo-amerikanischen Recht ist somit grundsätzlich für das deutsche Urheberrecht traditionell befremdlich, jedoch etabliert es sich mit den „Buy-out“-Verträgen. Unproblematisch ist diese Praxis nicht: vertragsrechtlich kann aufgrund von Machtverhältnissen zwischen den Kreativen und den Medienbranchen ein Missverhältnis zwischen ausgetauschten Leistungen zuungunsten der geistigen Urheber entstehen. Die kreative Szene aus Künstlern, Musikern, Autoren, Schauspielern, Regisseuren steht  in oft prekären Verhältnissen einer lukrativen Film-, Werbe-, Verlagsindustrie gegenüber, die zudem meist an den Vergütungen der Autoren durch deren Verwertungsgesellschaften wie GEMA, VGWort oder VG BildKunst beteiligt werden.
Nachvergütungsanspruch
Die urheberrechtliche Problematik der Buy-Out-Verträge wird entschärft mit §§ 32, 32a UrhG. Danach haben Urheber einen Nachvergütungsanspruch, sollte die Auswertung seines Werkes außergewöhnlich erfolgreich sein und seine ursprüngliche Vergütung sich im Nachhinein als unangemessen niedrig darstellen. Ein „Buy-out“ im Wortsinn ist somit nur möglich, wenn eine angemessene Vergütung im Sinne des § 32 Abs. 2 S. 1 UrhG erfolgt. Der Begriff der Angemessenheit (§ 32 Abs. 2 S. 2 UrhG) orientiert sich dabei an der „redlichen Branchenübung“, die sich aus der objektiven ex ante Sicht bestimmt. Redlichkeit meint hier „was von einem vernünftigen Urheber üblicherweise verlangt und worauf sich ein redlicher Nutzer einlässt, wenn er die erforderlichen Rechte ordnungsgemäß erwirbt“. Darüber hinaus orientiert sich die Angemessenheit noch an Marktverhältnissen, Risiken, anfallenden Fixkosten und Anlaufinvestitionen, und sie muss für jeden Einzelfall ermittelt werden. Berücksichtigt werden müssen auch die näheren Umstände bspw. Art, Dauer und der Umfang der Nutzung.
Zur preislichen Orientierung und Berechnung der Buyout-Lizenzgebühr dienen Listen, wie z. B. die Velma-Liste oder die „Richtlinien zu Schauspielgagen und Buyouts bei Werbeproduktionen“ der Verbände SSFV, ACT, SBKV und SSRS, welche je nach Nutzungsart sowie Region die davon abhängigen prozentualen Aufschläge angeben. Eine angemessene Vergütung ist in der (Werbe-)Filmbranche nicht neu, bereits vor der Einführung des § 32 UrhG mussten angemessene Vergütungen gezahlt werden. Ist jedoch keine angemessene Vergütung bezahlt worden, gibt der § 32 Abs. 1 UrhG dem geistigen Urheber einen Nachvergütungsanspruch. Besteht ein krasses Missverhältnis zwischen Honorar und Verwertung, ist der Verwerter verpflichtet, „in eine Änderung des Vertrages einzuwilligen“. Ein auffälliges Missverhältnis sei, nach einer Entscheidung des Kammergerichts Berlins, dann zu bejahen, „wenn die vereinbarte Vergütung um 100 % von der angemessenen Beteiligung abweicht“. Umfasst werden von § 32a UrhG nicht nur die Erträge, die der Verwerter aus der Verwertung des Werkes zieht, sondern auch weitere Vorteile, d. h. „auch Verwertungshandlungen (…), die nicht unmittelbar auf Umsatzgeschäfte mit der Nutzung selbst zielen“. Die Höhe der Nachvergütung bezieht sich nicht auf den Stand zum Zeitpunkt des Vertragsabschlusses, sondern es wird nachträglich ermittelt, was unter Berücksichtigung des Einzelfalles „üblicher- und redlicherweise zu leisten ist“.
Buy-Out-Lizenzverträge geben Verwertern eine trügerische Sicherheit, wenn sie mögliche Nachvergütungsansprüche der Autoren ausblenden. Ein gewisser Vorteil eines „Buy-out-Vertrages“ für den Urheber liegt durchaus darin, dass er kein wirtschaftliches Risiko eingehen muss. Sollte z. B. eine Filmproduktion erfolglos sein, muss der Urheber nicht mit finanziellen Verlusten rechnen.
Vertragsvereinbarungen stellen parteiliche Abreden dar und unterliegen somit in der Regel keiner Inhaltskontrolle nach § 307 BGB. Wenn ein Urheber beschließt, all seine Rechte und Ansprüche an seinem Werk einem Dritten für ein Honorar zu überlassen, ist dies grundsätzlich nicht rechtswidrig. Allerdings bedeutet das nicht, dass den Parteien überhaupt keine Grenzen gesetzt sind.
Auch nach einem totalen Rechteeinräumung wird, wie bereits thematisiert, dem Urheber eine angemessene Vergütung nach §§ 32, 32a UrhG spätestens durch die Möglichkeit der Einforderung einer Nachvergütung versichert.